# Ahmed Muhtar Pascha

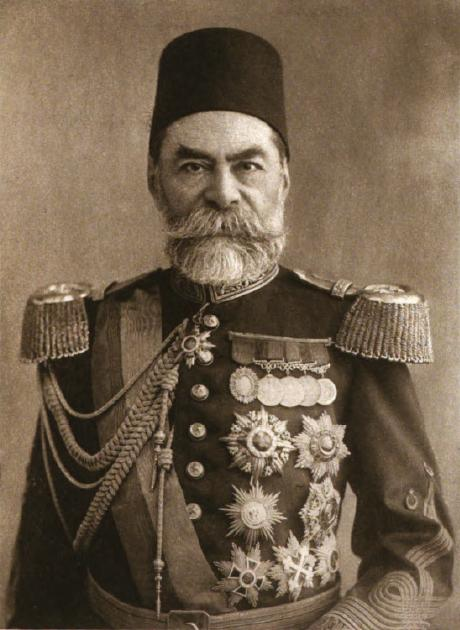
Ahmed Muhtar Pascha

Ahmed Muhtar Pascha (احمد مختار پاشا Gazi Ahmed Muhtar Paşa; * 1. November 1839 in Bursa; † 21. Januar 1919 in Istanbul) war ein türkischer General.

## Leben
Der Sohn eines höheren Zivilbeamten wurde auf der Militärschule in Konstantinopel erzogen und trat 1854 als Offizier in die Armee ein. Am Krimkrieg nahm er als Adjutant teil. Später unterrichtete er Militärwissenschaften an der Militärschule (Harbije Mektebi) und wurde 1865 militärischer Erzieher des Lieblingssohns des Sultans Abdülaziz, des Prinzen Jussuf Izzeddin, 1867 türkischer Kommissar an der montenegrinischen Grenze und Oberstleutnant, 1870 Generalmajor und zweiter Befehlshaber (neben Redif Pascha) der Expedition nach Jemen, 1871 Oberbefehlshaber daselbst und Müschir (dt.: Feldmarschall), 1873 Kommandant des 2. Armeekorps in Schumen und 1874 des 4. in Erzurum.
1875–76 war er Oberbefehlshaber in der Herzegowina, wo er aber gegen die Aufständischen und die Montenegriner ungeschickt operierte und im Dugapass von den letzteren eine empfindliche Niederlage erlitt.
Er war 1877 bei Beginn des Russisch-Türkischen Krieges wieder Oberbefehlshaber in Erzurum. Vor dem ersten energischen Angriff der Russen wich er bis Köprüköy zurück, ergriff aber im Juni, nachdem er Verstärkungen erhalten hatte, die Offensive, besiegte die Russen am 21. und 22. Juni bei Elbar, am 25. bei Sewin; zog 10. Juli in das entsetzte Kars ein, schlug 18. August einen Angriff der Russen zurück und eroberte am 25. August ihre Stellung bei Baschkadiklar. Für diese Siege erhielt er vom Sultan den Titel Gazi (der Siegreiche). Als aber die Russen ihre Streitkräfte ansehnlich verstärkt hatten, durchbrachen sie am 15. Oktober Muhtars Stellung auf dem Alacadağ und besiegten ihn am 4. Dezember bei Deveboyun. Muhtar Pascha wurde darauf abberufen, um die Verteidigung von Konstantinopel zu leiten, und im September 1878 nach Kreta geschickt, um den dortigen Aufstand zu bekämpfen. Nachdem ihm dies gelungen war, wurde er zum Oberbefehlshaber in Thessalien und Epirus ernannt, 1879 zum Gouverneur in Monastir und 1884 zur Wahrnehmung der Interessen der Hohen Pforte nach Ägypten geschickt.
Muhtar Pascha hatte einen Sohn, er hieß Mahmud Muhtar Pascha.